# Pol sud magnètic
El pol sud magnètic, també conegut com a pol magnètic sud, és el punt de l'hemisferi sud de la Terra on les línies del camp geomagnètic es dirigeixen perpendicularment a la superfície nominal. El pol sud geomagnètic, un punt relacionat, és el pol sud d'un model dipolar ideal del camp magnètic terrestre que s'ajusta millor al camp magnètic real de la Terra.
Per raons històriques, l'"extrem" d'un imant penjant lliurement que apunta (aproximadament) cap al nord s'anomena "pol nord" de l'imant, i l'altre extrem, que apunta cap al sud, s'anomena "pol sud" de l'imant. Com que els pols oposats s'atrauen, el pol sud magnètic de la Terra és físicament en realitat un pol nord magnètic.
El pol sud magnètic es desplaça constantment a causa dels canvis en el camp magnètic de la Terra. A partir del 2005 es va calcular que es trobava a 64° 31′ 48″ S, 137° 51′ 36″ E / 64.53000°S,137.86000°E, davant la costa de l'Antàrtida, entre la Terra d'Adèlia i la Terra de Wilkes. El 2015 es trobava a 64° 17′ S, 136° 35′ E / 64.28°S,136.59°E. Aquest punt es troba fora del Cercle Polar Antàrtic. A causa de la deriva polar, el pol es mou cap al nord-oest uns 10 a 15 quilòmetres per any. La seva distància actual al Pol Sud geogràfic real és d'aproximadament 2.860 km. L'estació científica permanent més propera és l'estació Dumont d'Urville. Mentre que el pol nord magnètic va començar a desplaçar-se molt ràpidament a mitjans de la dècada de 1990, el moviment del pol sud magnètic no va mostrar un canvi de velocitat equivalent.

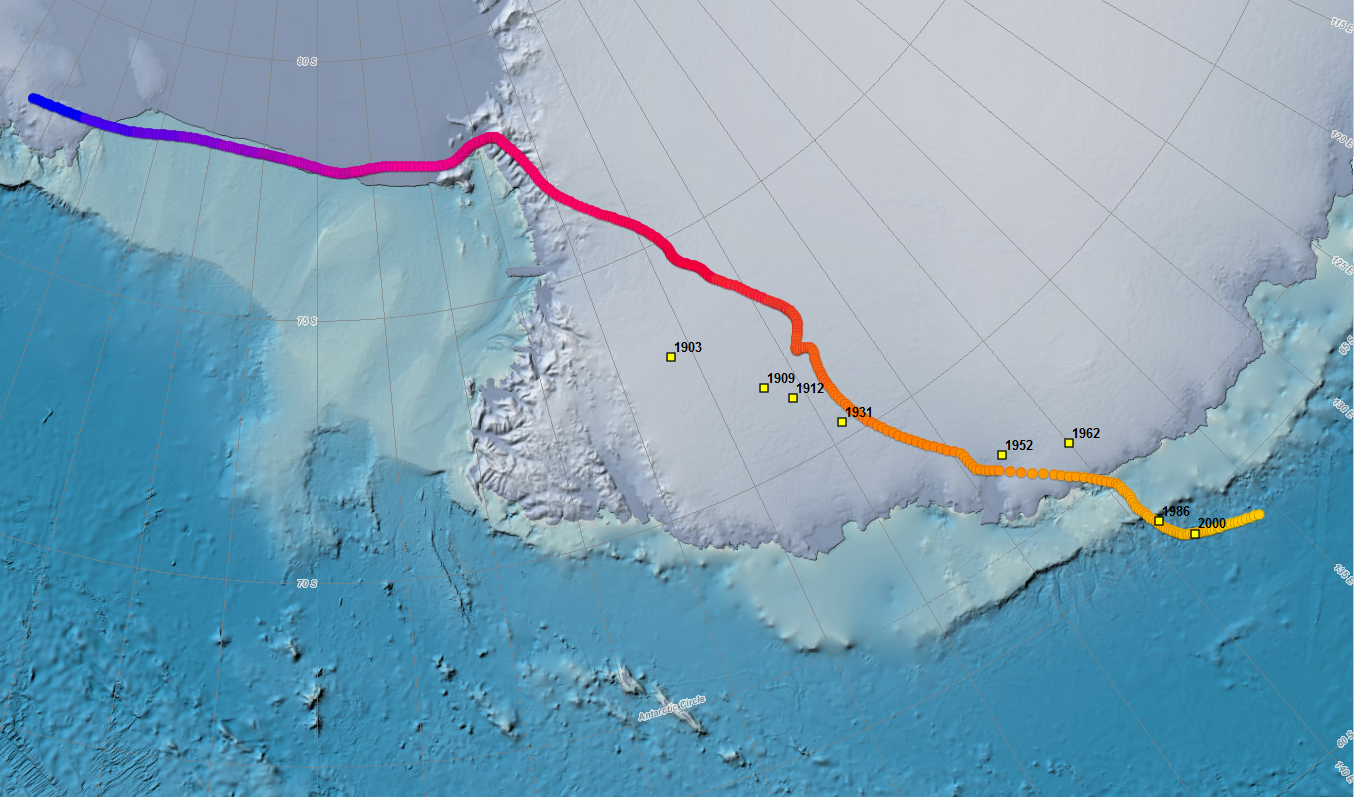
Mapa que mostra la trajectòria del pol magnètic sud a mesura que s'ha desplaçat durant els darrers quatre segles (d'esquerra a dreta).

| Any               | 1990 (definitiu)                                   | 2000 (definitiu)                                   | 2010 (definitiu)                                   | 2020                                               |
| ----------------- | -------------------------------------------------- | -------------------------------------------------- | -------------------------------------------------- | -------------------------------------------------- |
| Pol magnètic nord | 78° 05′ 42″ N, 103° 41′ 20″ O / 78.095°N,103.689°O | 80° 58′ 19″ N, 109° 38′ 24″ O / 80.972°N,109.640°O | 85° 01′ 12″ N, 132° 50′ 02″ O / 85.020°N,132.834°O | 86° 29′ 38″ N, 162° 52′ 01″ E / 86.494°N,162.867°E |
| Pol magnètic sud  | 64° 54′ 36″ S, 138° 54′ 07″ E / 64.910°S,138.902°E | 64° 39′ 40″ S, 138° 18′ 11″ E / 64.661°S,138.303°E | 64° 25′ 55″ S, 137° 19′ 30″ E / 64.432°S,137.325°E | 64° 04′ 52″ S, 135° 51′ 58″ E / 64.081°S,135.866°E |

## Expedicions
Entre els primers intents fallits d'arribar al pol sud magnètic hi havia els de l'explorador francès Jules Dumont d'Urville (1837–1840), l'estatunidenc Charles Wilkes (expedició de 1838–1842) i el britànic James Clark Ross (expedició de 1839–1843).
El primer càlcul de la inclinació magnètica per localitzar el pol sud magnètic va ser fet el 23 de gener de 1838 per l'hidrògraf Clément Adrien Vincendon-Dumoulin, membre de l'expedició Dumont d'Urville a l'Antàrtida i Oceania a les corbetes L'Astrolabe i Zélée entre 1837 i 1840, que va descobrir la Terra d'Adèlia.
El 16 de gener de 1909, tres homes (Douglas Mawson, Edgeworth David i Alistair Mackay) de l'expedició Nimrod de Sir Ernest Shackleton van afirmar haver trobat el pol sud magnètic, que en aquell moment es trobava a terra ferma. Van plantar un pal de bandera al lloc i el van reclamar per a l'Imperi Britànic. Tanmateix, ara hi ha alguns dubtes sobre si la seva ubicació era correcta. La posició aproximada del pol el 16 de gener de 1909 era 72.25°S 155.15°E.

## Ajustaments als conjunts de dades globals
El pol sud magnètic també s'ha estimat mitjançant ajustaments a conjunts de dades globals com el Model Magnètic Mundial (WMM) i el Camp de Referència Geomagnètica Internacional (IGRF). Per a anys anteriors, remuntant-se al voltant del 1600, s'utilitza el model GUFM1, basat en una recopilació de dades de registres de vaixells.

## Pol Sud Geomagnètic
El camp geomagnètic de la Terra es pot aproximar mitjançant un dipol inclinat (com un imant de barra) col·locat al centre de la Terra. El pol geomagnètic sud és el punt on l'eix d'aquest dipol inclinat que millor s'adapta interseca la superfície de la Terra a l'hemisferi sud. A finals de tir del 2005 es va calcular que estava situat a 79° 44′ S, 108° 13′ E / 79.74°S,108.22°E, prop de l'estació Vostok. Com que el camp no és un dipol exacte, el pol geomagnètic sud no coincideix amb el pol magnètic sud. A més, el pol geomagnètic sud està desviant per la mateixa raó que la seva contrapart geomagnètica nord ho fa.